# Пуроміцин
Пуроміцин — антибіотик, відноситься до інгібіторів синтезу білка. Викликає передчасну руйнацію ланцюгів під час трансляції.
Пуроміцин є нуклеозидним антибіотиком, що виробляється бактерією Streptomyces alboniger. За структурою пуроміцин нагадує кінцеву акцепторну ділянку АМФ тРНКтир, легко взаємодіє з А-ділянкою пептидил-тРНКтир з утворенням пептидилпуроміцину.

## Інгібітор трансляції
Пуроміцин перериває елонгацію поліпептидного ланцюга у прокаріотів і еукаріотів. Антибіотик спричиняє передчасну термінацію трансляції, конкурує з аміноацил-тРНК за А-сайт рибосоми. Оскільки він не має антикодону, гальмує елонгацію пептидного ланцюга, призводячи до його обриву. Відзначається дуже великою гальмуючою силою як на 70S, так і 80S рибосоми. Є токсичним, та використовується лише в біохімічних дослідженнях.
Антибіотики, які розпізнають пуромицильовані новостворювані ланцюги, також можуть використані для очищення щойно синтезованих поліпептидів та для візуалізації розподілу активно транслюємих рибосом в результаті імунофлюоресценції.

## Селекція кишкової палички
Пуроміцин малоактивний щодо кишкової палички E. coli. Стійкі до пуроміцину трансформанти відбирають на агаризованому середовищі LB з додаванням 125 мкг/мл пуроміцину. Але використання пуроміцину для селекції кишкової палички вимагає точного регулювання pH, а також залежить від обраного штаму. Для безпроблемної селекції та отримання оптимальних результатів можна використовувати спеціально модифікований пуроміцин. Пластини, що містять пуроміцин, стабільні протягом 1 місяця при зберіганні при 4 °C.

## Вплив на роботу пам'яті
Довгострокова синаптична пластичність, що відіграє важливу роль в процесі запам'ятовування, вимагає морфологічних змін на рівні протеїнів. Через те, що пуроміцин гальмує синтез протеїнів в середині еукаріотів, вчені вивчали його вплив на роботу пам'яті. В 1970-х роках під час експериментів золоті рибки продемонстрували втрату спогадів через дві години після вживання пуроміцину.
Також дослідники змогли продемонструвати втрату короткострокової та довгострокової пам'яті під час дослідів на мишах із використанням антибіотика.